# Maestro di Signa
Il cosiddetto Maestro di Signa (fl. XV secolo) è stato un pittore anonimo italiano attivo nel XV secolo.

## Opere
La denominazione di questo artista deriva dalla sua opera più significativa, gli affreschi con le Storie della beata Giovanna nella chiesa di San Giovanni Battista a Signa, datati 1462.
Questo maestro si formò nella bottega di Bicci di Lorenzo di Firenze, con il quale collaborò negli anni Quaranta del Quattrocento, e sono state riconosciute come sue opere giovanili le tavole laterali di due polittici del suo capobottega, oggi smembrati con le tavole in questione conservate al Museo della Collegiata di Empoli, una con i Santi Lorenzo, Donnino, Pietro e Paolo e l'altra con i Santi Ansano e Apollonia con l'arcangelo Raffaele.
Proseguendo nella sua attività di pittore, dimostrò un'attitudine pittorica simile al compagno di bottega e coetaneo Neri di Bicci, con un aggiornamento, sia pure epidermico, verso le novità del Rinascimento, come gli sfondi architettonici che sostituiscono lo sfondo oro, come si può notare l'evoluzione di graduale verso un senso prospettico di alcuni elementi delle pale come i troni (Pala di San Miniato a Quintole), i porticati (Annunciazione della collezione Berenson), le nicchie (i Santi ad affresco nella chiesa di San Niccolò Oltrarno a Firenze) e il caratteristico e frequente uso del motivo a spirale prospettica nella decorazione delle cornici marmoree.
Si tratta comunque di un pittore di stampo tradizionale, tardivo e artigianale, che trova la sua migliore vena artistica popolaresca nella rappresentazione di scene narrative, come le Storie della Beata Giovanna di Signa, o le agiografie dei Santi a San Niccolò Oltrarno.
La committenza di questo artista è varia, ma proprio per il suo carattere un po' retrò attirò soprattutto istituzioni più provinciali, del contado fiorentino, sue opere sono state rintracciate per esempio a Lastra a Signa, a Empoli, a Ponte a Greve, nella chiesa di San Miniato a Quintole, nella Chiesa di San Michele a Rupecanina, a Villamagna, a Castelbonsi (San Casciano in Val di Pesa), a Vicchio, a Palazzuolo sul Senio ed a Badia a Settimo. La sua produzione non fu però limitata al contado dal momento che operò anche in chiese fiorentine come San Felice in Piazza e San Niccolò Oltrarno.
Il suo ruolo più importante fu quindi quello di diffondere la cultura artistica fiorentina nei centri periferici e di far sopravvivere fino allo scorcio del secolo elementi stilistici tardogotici frammisti ad elementi pienamente quattrocenteschi.
A Signa oltre agli affreschi della Pieve, l'anonimo maestro eseguì gli affreschi per in grande tabernacolo di Via Garibaldi e una piccola figura con una Santa Caterina conservata nella chiesa di Santa Maria in Castello.

Voci Bibliografiche:
F. Zeri, La mostra 'Arte in Valdelsa a Certaldo', in ''Bollettino d'Arte'' 1963,pp.245 -258;
Il Maestro di Signa. Un tabernacolo restaurato a Signa, a cura di M.M. Simari, Scala Firenze 1995 ( con elenco delle opere assegnate al Maestro e con bibliografia precedente al 1995)